# Triumph Tour
Triumph Tour – trasa koncertowa The Jacksons obejmujących Stany Zjednoczone, trwała od 9 lipca do 26 września 1981. Zarobiła łącznie 5,5 miliona dolarów.

## Lista utworów
- Introduction

1. „Can You Feel It”
2. „Things I Do for You”
3. „Off the Wall”
4. „Ben”
5. „This Place Hotel”
6. „She's Out of My Life”
7. Movie / Rap (Zawiera fragmenty: „I Want You Back”/”Never Can Say Goodbye”/”Got to be There”)
8. Jackson 5 Medley:
  - „I Want You Back”
  - „ABC”
  - „The Love You Save”
9. „I'll Be There”
10. „Rock with You”
11. „Lovely One”
12. „Workin' Day and Night”
13. „Don’t Stop ’Til You Get Enough”
14. „Shake Your Body (Down to the Ground)”

## Informacje o koncertach
| Ameryka Północna  |             |                    |                              |
| Stany Zjednoczone |             |                    |                              |
| 1                 | 8 lipca     | Memphis, Tennessee | Mid-South Coliseum           |
| 2                 | 10 lipca    | Oklahoma City, OK  |                              |
| 3                 | 11 lipca    | Dallas, TX         | Reunion Arena                |
| 4                 | 12 lipca    | Houston, TX        | The Summit                   |
| 5                 | 15 lipca    | San Antonio, TX    | HemisFair Arena              |
| 6                 | 17 lipca    | Baton Rouge, LA    |                              |
| 7                 | 18 lipca    | Mobile, AL         |                              |
| 8                 | 19 lipca    | Lakeland, FL       |                              |
| 9                 | 22 lipca    | Atlanta, GA        | The Omni                     |
| 10                | 24 lipca    | Greensboro, NC     |                              |
| 11                | 25 lipca    | Charlotte, NC      |                              |
| 12                | 26 lipca    | Hampton, VA        | Hampton Coliseum             |
| 13                | 31 lipca    | Washington, DC     | Capital Centre               |
| 14                | 1 sierpnia  | Washington, DC     | Capital Centre               |
| 15                | 2 sierpnia  | Buffalo, NY        |                              |
| 16                | 4 sierpnia  | Richmond, VA       | Richmond Coliseum            |
| 17                | 7 sierpnia  | Uniondale, NY      | Nassau Coliseum              |
| 18                | 8 sierpnia  | Philadelphia, PA   |                              |
| 19                | 10 sierpnia | Columbus, OH       | Veterans Memorial Auditorium |
| 20                | 13 sierpnia | Pittsburgh, PA     |                              |
| 21                | 15 sierpnia | Hartford, CT       |                              |
| 22                | 16 sierpnia | Providence, RI     |                              |
| 23                | 18 sierpnia | New York, NY       | Madison Square Garden        |
| 24                | 19 sierpnia | New York, NY       | Madison Square Garden        |
| 25                | 22 sierpnia | Indianapolis, IN   |                              |
| 26                | 23 sierpnia | Dayton, OH         |                              |
| 27                | 26 sierpnia | Milwaukee, WI      | Milwaukee Arena              |
| 28                | 28 sierpnia | Chicago, IL        |                              |
| 29                | 29 sierpnia | Detroit, MI        | Joe Louis Arena              |
| 30                | 3 września  | Denver, CO         |                              |
| 31                | 5 września  | Oakland, CA        |                              |
| 32                | 6 września  | Las Vegas, NV      |                              |
| 33                | 8 września  | Kansas City, MO    | Kemper Arena                 |
| 34                | 16 września | San Diego, CA      |                              |
| 35                | 17 września | San Francisco, CA  |                              |
| 36                | 18 września | Inglewood, CA      | Kia Forum                    |
| 37                | 19 września | Inglewood, CA      | Kia Forum                    |
| 38                | 25 września | Inglewood, CA      | Kia Forum                    |
| 39                | 26 września | Inglewood, CA      | Kia Forum                    |

## Główni wykonawcy
- Jackie Jackson
- Tito Jackson
- Marlon Jackson
- Michael Jackson
- Randy Jackson

## Człownkowie zespołu
- Perkusja: Jonathan Moffett
- Bass: Michael McKinney
- Gitara: David Williams
- Syntezator: Bill Wolfer
- Rogi: (East Coast Horns): Wesley Phillips, Cloris Grimes, Alan (Funt) Prater, Roderick (Mac) McMorris